# Paradoja de Arrow

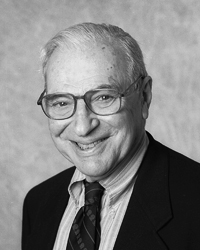
Kenneth Arrow

En teoría de la decisión, la paradoja de Arrow o teorema de imposibilidad de Arrow establece que cuando los votantes tienen tres o más alternativas, no es posible diseñar un sistema de votación que permita reflejar las preferencias de los individuos en una preferencia global de la comunidad de modo que al mismo tiempo se cumplan ciertos criterios "racionales":
- Ausencia de un "dictador", es decir, de una persona que tenga el poder para cambiar las preferencias del grupo.
- Eficiencia de Pareto
- Independencia de alternativas irrelevantes.

Este teorema fue dado a conocer y demostrado por primera vez por el Premio Nobel de Economía Kenneth Arrow en su tesis doctoral Social choice and individual values, y popularizado en su libro del mismo nombre editado en 1951. El artículo original, A Difficulty in the Concept of Social Welfare, fue publicado en The Journal of Political Economy, en agosto de 1950.

## Descripción del teorema
En el campo microeconómico se estudia el comportamiento de los agentes económicos individuales suponiendo que son racionales. Por racionalidad se quiere decir que las preferencias que de los agentes tienen son transitivas, completas y reflexivas.
Podemos decir que las preferencias son transitivas cuando, si la situación {\displaystyle A} es preferida a la situación {\displaystyle B}, y la situación {\displaystyle B} es preferida a la situación {\displaystyle C}, entonces la situación {\displaystyle A} es preferida a la situación {\displaystyle C}; esta característica de la relación de preferencia permite establecer un orden preferencial en las diferentes alternativas que se nos presentan.
El problema se plantea cuando pasamos del nivel de las preferencias individuales a las preferencias o decisiones sociales, esto es, cuando intentamos construir una regla que permita establecer un orden entre las distintas alternativas, no ya a nivel individuo, sino a nivel social (grupal). En este caso, se pueden dar relaciones circulares donde desaparece la transitividad de la relación de preferencia (intransitividad).
Un caso de intransitividad se da, por ejemplo, cuando un conjunto de tres votantes elige entre tres alternativas, utilizando la elección por mayoría simple como método de votación. El votante {\displaystyle A}, prefiere la opción {\displaystyle X} sobre la {\displaystyle Y} e {\displaystyle Y} sobre {\displaystyle Z}, el votante {\displaystyle B} prefiere a {\displaystyle Y} sobre {\displaystyle Z} y a {\displaystyle Z} sobre {\displaystyle X}, el votante {\displaystyle C} prefiere a {\displaystyle Z} sobre {\displaystyle X} y a {\displaystyle X} sobre {\displaystyle Y}. En esta situación ¿cuál es la escala de preferencia del conjunto? Es un ejemplo de lo que se conoce como la paradoja de Condorcet.
En este supuesto, los órdenes de preferencias individuales son:
A) {\displaystyle X>Y;Y>Z;X>Z} (por transitividad)
B) {\displaystyle Y>Z;Z>X;Y>X} (por transitividad) 
C) {\displaystyle Z>X;X>Y;Z>Y} (por transitividad)
Así, mediante la regla de la mayoría, tendríamos las siguientes preferencias del conjunto:
1) {\displaystyle X>Y} (votantes {\displaystyle A} y {\displaystyle C})
2) {\displaystyle Y>Z} (votantes {\displaystyle A} y {\displaystyle B})
3) {\displaystyle Z>X} (votantes {\displaystyle B} y {\displaystyle C})
Ahora bien, por regla de transitividad, tenemos también {\displaystyle X>Z}, lo que nos lleva a una situación contradictoria.
La pregunta que se formula la teoría de la 'elección social' es: ¿bajo qué condiciones resulta posible que las preferencias agregadas de un conjunto de individuos sean racionales (reflexivas, transitivas y completas), al tiempo que satisfacen determinadas condiciones axiológicas?
¿Es posible una función que agregue todas las preferencias individuales y cumpla un mínimo de condiciones que podamos considerar como democráticas? Arrow condiciona la regla de agregación no sólo a criterios racionales (transitividad, completitud, reflexividad), sino también a dos criterios que podemos denominar "democráticos": el principio de no-dictadura (no existen individuos que determinen la ordenación de las preferencias sociales con independencia de las preferencias del resto) y el principio de no-imposición (la ordenación de las preferencias sociales depende de las ordenaciones individuales y no se impone por otros criterios, como pueden ser la tradición o el azar).
El resultado del Teorema de Arrow concluye que no existe ninguna regla de agregación de preferencias que tenga tales propiedades normativas deseables (que la agregación resulte en preferencias racionales, que la regla y los resultados sean válidos para cualquier configuración de preferencias, que no vayan contra la unanimidad y que la preferencia social entre dos alternativas sea independiente de la existencia o no de terceras alternativas), a no ser que las preferencias sean el fiel reflejo de las preferencias de algún individuo, denominado "dictador".

## Enunciado simplificado del teorema
El Teorema de Imposibilidad de Arrow parte de establecer que una sociedad necesita acordar un orden de preferencia entre diferentes opciones o situaciones sociales. Cada individuo en la sociedad tiene su propio orden de preferencia personal y el problema es encontrar un mecanismo general (una regla de elección social) que transforme el conjunto de los órdenes de preferencia individuales en un orden de preferencia para toda la sociedad, el cual debe satisfacer varias propiedades deseables:
- Dominio no restringido o universalidad: la regla de elección social debería crear un orden completo por cada posible conjunto de órdenes de preferencia individuales (el resultado del voto debería poder ordenar entre sí todas las preferencias y el mecanismo de votación debería poder procesar todos los conjuntos posibles de preferencias de los votantes)
- No imposición o criterio de Pareto débil: si A resulta socialmente preferido a B, debe existir al menos un individuo para el cual A sea preferido a B. Esto implica que la regla no va contra el criterio de unanimidad.
- Ausencia de dictadura: la regla de elección social no debería limitarse a seguir el orden de preferencia de un único individuo ignorando a los demás.
- Asociación positiva de los valores individuales y sociales o monotonía: si un individuo modifica su orden de preferencia al promover una cierta opción, el orden de preferencia de la sociedad debe responder promoviendo esa misma opción o, a lo sumo, sin cambiarla, pero nunca degradándola.
- Independencia de las alternativas irrelevantes: si restringimos nuestra atención a un subconjunto de opciones y les aplicamos la regla de elección social a ellas solas, entonces el resultado debiera ser compatible con el correspondiente para el conjunto de opciones completo. Los cambios en la forma que un individuo ordene las alternativas "irrelevantes" (es decir, las que no pertenecen al subconjunto) no debieran tener impacto en el ordenamiento que haga la sociedad del subconjunto "relevante".

El teorema de Arrow dice que si el cuerpo que toma las decisiones tiene al menos dos integrantes y al menos tres opciones entre las que debe decidir, entonces es imposible diseñar una regla de elección social que satisfaga simultáneamente todas estas condiciones. Formalmente, el conjunto de reglas de decisión que satisfacen los criterios requeridos resulta vacío.
Monge (2021) demuestra una versión alternativa del teorema a partir de funciones de utilidad, en lugar de reglas de decisión. Concretamente, demuestra que ninguna función de bienestar social puede incorporar todas las transformaciones monótonamente crecientes de las funciones de utilidad de cada individuo; en consecuencia, ningún criterio de utilidad agregada ordinal representa auténticamente las preferencias de los individuos.

## Demostración
Para demostrarlo tomaremos como ciertos los axiomas y veremos que hay un votante decisivo que es un dictador (contradicción con el axioma 3). Comencemos con una definición.
Un conjunto {\displaystyle V} de votantes se dice decisivo para la alternativa {\displaystyle x} contra {\displaystyle y} si {\displaystyle x} es elegido siempre que todo votante de {\displaystyle V} prefiera {\displaystyle x} a {\displaystyle y}
Demostración: Paso I {(Hay un votante decisivo)} Para cada par de alternativas {\displaystyle x}, {\displaystyle y} existe al menos un conjunto no vacío decisivo, el conjunto de todos los votantes. Entre todos estos conjuntos cojamos el conjunto mínimo, llamemosle {\displaystyle V}. Si este conjunto tiene un único votante entonces ya está, este es nuestro votante decisivo. Veamos el caso de que tiene al menos dos votantes. Sea {\displaystyle V^{*}} el conjunto contenido en {\displaystyle V} y formado por un único votante, y sea {\displaystyle {\hat {V}}=V-V^{*}}. Sea {\displaystyle V'=V^{c}}. Vamos a ver que {\displaystyle V*} es decisivo para alguna elección, llegando así a contradicción con que {\displaystyle V} era mínimo. Sea {\displaystyle V} decisivo para {\displaystyle x} o {\displaystyle y}, y sea {\displaystyle z} cualquier otra alternativa, supongamos que {\displaystyle V^{*}} elige ({\displaystyle xyz}),
{\displaystyle {\hat {V}}} vota ({\displaystyle zxy}) y todos en {\displaystyle V'} votan ({\displaystyle yzx}). Hay que notar que todos en {\displaystyle V} prefieren {\displaystyle x} a {\displaystyle y} y todos en {\displaystyle V'} {\displaystyle y} a {\displaystyle x}, entonces, como {\displaystyle V} era decisivo en la elección la sociedad prefiere a {\displaystyle x} en lugar de a {\displaystyle y}. Ahora bien, {\displaystyle {\hat {V}}} es menor que {\displaystyle V}, luego no es decisivo para nada, en particular no es decisivo en la elección {\displaystyle y} o {\displaystyle z}, entonces la sociedad prefiere {\displaystyle y} a {\displaystyle z}. Usemos la transitividad, la sociedad prefiere {\displaystyle x} a {\displaystyle y} pero también {\displaystyle y} a {\displaystyle z}, entonces prefiere {\displaystyle x} a {\displaystyle z}. Pero si vemos las votaciones el único que ha votado {\displaystyle x} por encima de {\displaystyle z} es {\displaystyle V^{*}}, luego {\displaystyle V^{*}} es decisivo para {\displaystyle x} o {\displaystyle z} y aquí tenemos la contradicción con que {\displaystyle V} era mínimo.
Demostración: Paso II (este votante decisivo es un dictador)Sea {\displaystyle J} un miembro de la sociedad, decimos que {\displaystyle a{\bar {D}}b} si {\displaystyle a} es preferido por la sociedad siempre que {\displaystyle J} prefiera a {\displaystyle a} y sin importar el resto de los votos. Y decimos {\displaystyle aDb} si {\displaystyle a} es preferido por la sociedad si {\displaystyle J} prefiere a {\displaystyle a} y el resto de la sociedad a {\displaystyle b}.
Vemos que {\displaystyle a{\bar {D}}b} es la condición de dictadura, mientras que {\displaystyle aDb} es la de ser decisivo.
Llegados a este punto debemos demostra un lema que nos será útil.
Lema: Supongamos que tenemos tres alternativas, {\displaystyle a,b,c}, entonces:
{\displaystyle aDb\Rightarrow a{\bar {D}}c}
y
{\displaystyle aDb\Rightarrow c{\bar {D}}b}
Demostración (del lema): Tenga {\displaystyle J} esta prioridad, {\displaystyle abc}, y supongamos que el resto prefiere a {\displaystyle b} antes que a {\displaystyle a} o a {\displaystyle c}. Como {\displaystyle aDb}, entonces la sociedad prefiere {\displaystyle a} a {\displaystyle b}. Como todos los individuos prefieren {\displaystyle b} a {\displaystyle c} también la sociedad, entonces, por transitividad, la sociedad prefiere {\displaystyle a} a {\displaystyle c}. El axioma 5 nos asegura que siempre que {\displaystyle J} prefiera {\displaystyle a} a {\displaystyle c} también lo hará la sociedad. Esto es {\displaystyle a{\bar {D}}c}.
Para probar que {\displaystyle aDb\Rightarrow c{\bar {D}}b} supongamos que {\displaystyle J} ordena las alternativas en orden {\displaystyle cab} y todos los otros votantes los ordenan {\displaystyle cba} o {\displaystyle bca}. Como tenemos {\displaystyle aDb} la sociedad prefiere a {\displaystyle a} en lugar de a {\displaystyle b}. Por unanimidad la sociedad prefiere {\displaystyle c} a {\displaystyle a}. La transitividad nos da que la sociedad prefiere {\displaystyle c} sobre {\displaystyle b}. Y, por el axioma 5 tenemos que {\displaystyle c{\bar {D}}b.\quad \blacksquare }
Podemos seguir ahora con la prueba.
Tenemos que ver que {\displaystyle a{\bar {D}}b} para todo par de alternativas.
{\displaystyle 1.x{\bar {D}}z\quad 2.z{\bar {D}}y\quad 3.x{\bar {D}}y\quad 4.y{\bar {D}}z\quad 5.z{\bar {D}}x\quad 6.y{\bar {D}}x}
La prueba de 1 viene directamente del lema con {\displaystyle a=x,b=y} y {\displaystyle c=z}. De manera similar tenemos 2. Ahora tenemos que {\displaystyle a=x,b=z} y {\displaystyle c=y} nos dan 3 y 4. Las pruebas de 5 y 6 son similares. {\displaystyle \blacksquare }

## Interpretaciones del teorema de Arrow
El Teorema de Arrow suele expresarse en lenguaje no matemático con la frase "Ningún sistema de voto es justo". Sin embargo, esta frase es incorrecta o, en el mejor de los casos, imprecisa, ya que haría falta clarificar qué se entiende por un mecanismo de voto justo. Aunque el propio Arrow emplea el término "justo" para referirse a sus criterios, no es en absoluto evidente que así sea.
El criterio más discutido es el de independencia de las alternativas irrelevantes ya que parece excesivamente "fuerte". Y así, con una definición más restringida de "alternativas irrelevantes" que excluya a aquellos candidatos del conjunto de Smith, algunos métodos de Condorcet satisfacen las propiedades de Arrow.
El teorema de imposibilidad de Arrow parte de una situación muy curiosa y es la siguiente: si enfrentamos las tres alternativas simultáneamente al voto social tendríamos un triple empate a un voto, puesto que el agente A votaría la opción X, B la Y y C la Z. Es más, si observamos detenidamente, cada una de las tres votaciones en las que hay que votar entre dos alternativas, obtenemos un triple empate a dos votos, esto es: como muy bien se expone más arriba, entre X e Y tenemos que  X obtenía dos votos de A y C frente a Y con el voto de B ( apartado 1), en el apartado (2) ganaba Y frente a Z y en el  3) ganaba Z frente a X con otros dos votos. Triple empate a dos votos. Cuando se enfrentan alternativas dos a dos se vuelve a mostrar que no hay posibilidad lógica de elegir, de hecho, la contradicción que se obtiene es indicativa de esa imposibilidad (que X es preferida a Z indirectamente y que Z era preferida a X en la votación directa). Esto nos lleva a la siguiente pregunta, ¿no será que la situación de partida es la causa de la imposibilidad?. Estamos buscando un sistema de decisión social partiendo de una situación en la cual ya existe en sí misma una imposibilidad de elegir en las condiciones formuladas a posteriori, dado el empate a tres inicialmente y los empates posteriores a dos votos. Pero podemos ir más allá, dado que las preferencias individuales y por extensión las funciones de utilidad ordinales de cada individuo son incomparables entre sí y por ello tampoco se pueden agregar objetivamente el teorema de Arrow es una consecuencia lógica del modelo de partida.